# 紐賓士域省皇座法庭
紐賓士域省皇座法庭（英語：Court of King's Bench of New Brunswick）是加拿大紐賓士域省的高級主審法庭。

## 架構
紐賓士域省皇座法庭設有17個司法席位，由一名首席按察司及多名按察司組成。這一數字不包括分配予家事法庭的8個司法席位。